# Forshems socken
Forshems socken i Västergötland ingick i Kinne härad, uppgick 1952 i Götene köping och området ingår sedan 1971 i Götene kommun och motsvarar från 2016 Forshems distrikt.
Socknens areal är 62,01 kvadratkilometer varav 61,78 land. År 2000 fanns här 666 invånare. Den tidigare borgen Aranäs, orterna Österäng och Årnäs med Årnäs bruk samt kyrkbyn Forshem med sockenkyrkan Forshems kyrka ligger i socknen.

## Administrativ historik
Socknen har medeltida ursprung. 
Vid kommunreformen 1862 övergick socknens ansvar för de kyrkliga frågorna till Forshems församling och för de borgerliga frågorna bildades Forshems landskommun. Landskommunen uppgick 1952 i Kinnekulle landskommun som 1967 uppgick i Götene köping som 1971 ombildades till Götene kommun. Församlingen uppgick 2002 i Kinnekulle församling.
1 januari 2016 inrättades distriktet Forshem, med samma omfattning som församlingen hade 1999/2000.  
Socknen har tillhört län, fögderier, tingslag och domsagor enligt vad som beskrivs i artikeln Kinne härad. De indelta soldaterna tillhörde Skaraborgs regemente, Höjentorps kompani och Västgöta regemente, Vadsbo kompani.

## Geografi
Forshems socken ligger nordost om Kinnekulle med Vänern med skärgård i norr . Socknen är en odlingsbygd med skog i sydost och vid Vänern.

## Fornlämningar
Från järnåldern finns ett gravfält och stensättningar.

## Namnet
Namnet skrevs 1397 Forsheem och kommer från kyrkbyn. Efterleden är hem, 'boplats; gård'. Förleden är fors.